# Fontaine (Isère)
Fontaine [fɔ̃tɛn] ist eine französische Gemeinde in der Region Auvergne-Rhône-Alpes im Département Isère. Die Stadt ist Verwaltungssitz der Kantone Fontaine-Seyssinet und Fontaine-Vercors im Arrondissement Grenoble.

## Geographie
Die Stadt mit 22.471 Einwohnern (Stand 1. Januar 2022) liegt gegenüber von Grenoble am linken Ufer des Drac am Bergmassiv des Vercors. Teile des Gemeindegebietes gehören zum Regionalen Naturpark Vercors.

## Geschichte
Die Gegend wurde in der Magdalénien-Zeit (zwischen 15.000 und 13.000 v. Chr.) bereits durch den Homo sapiens besiedelt. Spuren der Jungsteinzeit, der Bronze- und Eisenzeit sind ebenfalls zu finden.
Im Mittelalter breiteten sich die Lehen der Herren von Sassenage in den Tälern der Isère und der Drac aus. Die bäuerliche Bevölkerung war ihnen gegenüber zu Abgaben verpflichtet.
1827 wurde hier die erste Brücke errichtet. Ab dem Ende des 19. Jahrhunderts entwickelte sich Fontaine zu einer banlieue der Stadt Grenoble.

## Bevölkerungsentwicklung
| Jahr                       | 1962   | 1968   | 1975   | 1982   | 1990   | 1999   | 2006   | 2017   |
| -------------------------- | ------ | ------ | ------ | ------ | ------ | ------ | ------ | ------ |
| Einwohner                  | 15.102 | 22.236 | 25.036 | 22.827 | 22.853 | 23.323 | 22.936 | 22.523 |
| Quellen: Cassini und INSEE |        |        |        |        |        |        |        |        |

## Sehenswürdigkeiten
- Geburtskirche
- Kirche des heiligen Franz von Assisi
- Château de Balmes
- Château de La Rochette

## Persönlichkeiten
- Der französische Schriftsteller Jean Prévost (1901–1944) starb als Kämpfer der Résistance in Sassenage.

## Städtepartnerschaften
- Sommatino, Sizilien, Italien
- Alpignano, Provinz Turin, Italien
- Schmalkalden, Thüringen, Deutschland